# 21.ª etapa del Giro de Italia 2020
La 21.ª etapa del Giro de Italia 2020 tuvo lugar el 25 de octubre de 2020 con una contrarreloj individual entre Cernusco sul Naviglio y Milán sobre un recorrido de 15,7 km y fue ganada por el italiano Filippo Ganna del equipo INEOS Grenadiers, quien logró su cuarto triunfo parcial en la edición y el séptimo de su equipo, que además se llevaron la clasificación general después de que el británico Tao Geoghegan Hart superara al hasta entonces líder Jai Hindley con el que había llegado igualado a tiempo tras las primeras veinte etapas.

## Clasificación de la etapa
| \| Clasificación de la etapa \| Clasificación de la etapa \| Clasificación de la etapa \| Clasificación de la etapa \| Clasificación de la etapa \| \| Ciclista \| Ciclista \| Equipo \| Tiempo \| \| \| ------------------------- \| ------------------------- \| ------------------------- \| ------------------------- \| ------------------------- \| \| 1.º \| Filippo Ganna \| Ineos Grenadiers \| 17 min 16 s \| \| \| 2.º \| Victor Campenaerts \| NTT Pro Cycling \| + 32 s \| \| \| 3.º \| Rohan Dennis \| Ineos Grenadiers \| + 32 s \| \| \| 4.º \| João Almeida \| Deceuninck-Quick Step \| + 41 s \| \| \| 5.º \| Miles Scotson \| Groupama-FDJ \| + 41 s \| \| \| 6.º \| Josef Černý \| CCC Team \| + 44 s \| \| \| 7.º \| Chad Haga \| Team Sunweb \| + 44 s \| \| \| 8.º \| Brandon McNulty \| UAE Team Emirates \| + 46 s \| \| \| 9.º \| Kamil Gradek \| CCC Team \| + 47 s \| \| \| 10.º \| Jan Tratnik \| Bahrain McLaren \| + 47 s \| \| |                    |                       |             |
| |                    |                       |             |
| Fuente: ProCyclingStats |                    |                       |             |
| Clasificación de la etapa |                    |                       |             |
| Ciclista | Ciclista           | Equipo                | Tiempo      |
| 1.º | Filippo Ganna      | Ineos Grenadiers      | 17 min 16 s |
| 2.º | Victor Campenaerts | NTT Pro Cycling       | + 32 s      |
| 3.º | Rohan Dennis       | Ineos Grenadiers      | + 32 s      |
| 4.º | João Almeida       | Deceuninck-Quick Step | + 41 s      |
| 5.º | Miles Scotson      | Groupama-FDJ          | + 41 s      |
| 6.º | Josef Černý        | CCC Team              | + 44 s      |
| 7.º | Chad Haga          | Team Sunweb           | + 44 s      |
| 8.º | Brandon McNulty    | UAE Team Emirates     | + 46 s      |
| 9.º | Kamil Gradek       | CCC Team              | + 47 s      |
| 10.º | Jan Tratnik        | Bahrain McLaren       | + 47 s      |

## Clasificaciones al final de la etapa

### Clasificación general(Maglia Rosa)
| \| Clasificación general \| Clasificación general \| Clasificación general \| Clasificación general \| Clasificación general \| \| Ciclista \| Ciclista \| Equipo \| Tiempo \| \| \| --------------------- \| --------------------- \| --------------------- \| --------------------- \| --------------------- \| \| 1.º \| Tao Geoghegan Hart \| Ineos Grenadiers \| 85 h 40 min 21 s \| \| \| 2.º \| Jai Hindley \| Team Sunweb \| + 39 s \| \| \| 3.º \| Wilco Kelderman \| Team Sunweb \| + 1 min 29 s \| \| \| 4.º \| João Almeida \| Deceuninck-Quick Step \| + 2 min 57 s \| \| \| 5.º \| Pello Bilbao \| Bahrain McLaren \| + 3 min 09 s \| \| \| 6.º \| Jakob Fuglsang \| Astana \| + 7 min 02 s \| \| \| 7.º \| Vincenzo Nibali \| Trek-Segafredo \| + 8 min 15 s \| \| \| 8.º \| Patrick Konrad \| Bora-Hansgrohe \| + 8 min 42 s \| \| \| 9.º \| Fausto Masnada \| Deceuninck-Quick Step \| + 9 min 57 s \| \| \| 10.º \| Hermann Pernsteiner \| Bahrain McLaren \| + 11 min 05 s \| \| |                     |                       |                  |
| |                     |                       |                  |
| Fuente: ProCyclingStats |                     |                       |                  |
| Clasificación general |                     |                       |                  |
| Ciclista | Ciclista            | Equipo                | Tiempo           |
| 1.º | Tao Geoghegan Hart  | Ineos Grenadiers      | 85 h 40 min 21 s |
| 2.º | Jai Hindley         | Team Sunweb           | + 39 s           |
| 3.º | Wilco Kelderman     | Team Sunweb           | + 1 min 29 s     |
| 4.º | João Almeida        | Deceuninck-Quick Step | + 2 min 57 s     |
| 5.º | Pello Bilbao        | Bahrain McLaren       | + 3 min 09 s     |
| 6.º | Jakob Fuglsang      | Astana                | + 7 min 02 s     |
| 7.º | Vincenzo Nibali     | Trek-Segafredo        | + 8 min 15 s     |
| 8.º | Patrick Konrad      | Bora-Hansgrohe        | + 8 min 42 s     |
| 9.º | Fausto Masnada      | Deceuninck-Quick Step | + 9 min 57 s     |
| 10.º | Hermann Pernsteiner | Bahrain McLaren       | + 11 min 05 s    |

### Clasificación por puntos(Maglia Ciclamino)
| Clasificación por puntos | Clasificación por puntos | Clasificación por puntos    | Clasificación por puntos | Clasificación por puntos |
| Ciclista                 | Ciclista                 | Equipo                      | Puntos                   |                          |
| ------------------------ | ------------------------ | --------------------------- | ------------------------ | ------------------------ |
| 1.º                      | Arnaud Démare            | Groupama-FDJ                | 233 pts                  |                          |
| 2.º                      | Peter Sagan              | Bora-Hansgrohe              | 184 pts                  |                          |
| 3.º                      | João Almeida             | Deceuninck-Quick Step       | 108 pts                  |                          |
| 4.º                      | Filippo Ganna            | Ineos Grenadiers            | 87 pts                   |                          |
| 5.º                      | Josef Černý              | CCC Team                    | 78 pts                   |                          |
| 6.º                      | Andrea Vendrame          | AG2R La Mondiale            | 78 pts                   |                          |
| 7.º                      | Diego Ulissi             | UAE Team Emirates           | 77 pts                   |                          |
| 8.º                      | Simon Pellaud            | Androni Giocattoli-Sidermec | 70 pts                   |                          |
| 9.º                      | Tao Geoghegan Hart       | Ineos Grenadiers            | 66 pts                   |                          |
| 10.º                     | Patrick Konrad           | Bora-Hansgrohe              | 61 pts                   |                          |

### Clasificación de la montaña(Maglia Azzurra)
| Clasificación de la montaña | Clasificación de la montaña | Clasificación de la montaña | Clasificación de la montaña | Clasificación de la montaña |
| Ciclista                    | Ciclista                    | Equipo                      | Puntos                      |                             |
| --------------------------- | --------------------------- | --------------------------- | --------------------------- | --------------------------- |
| 1.º                         | Ruben Guerreiro             | EF Pro Cycling              | 234 pts                     |                             |
| 2.º                         | Tao Geoghegan Hart          | Ineos Grenadiers            | 157 pts                     |                             |
| 3.º                         | Thomas de Gendt             | Lotto-Soudal                | 122 pts                     |                             |
| 4.º                         | Rohan Dennis                | Ineos Grenadiers            | 119 pts                     |                             |
| 5.º                         | Ben O'Connor                | NTT Pro Cycling             | 71 pts                      |                             |
| 6.º                         | Jai Hindley                 | Team Sunweb                 | 71 pts                      |                             |
| 7.º                         | Wilco Kelderman             | Team Sunweb                 | 55 pts                      |                             |
| 8.º                         | Filippo Ganna               | Ineos Grenadiers            | 48 pts                      |                             |
| 9.º                         | Jonathan Castroviejo        | Ineos Grenadiers            | 45 pts                      |                             |
| 10.º                        | Einer Rubio                 | Movistar Team               | 44 pts                      |                             |

### Clasificación de los jóvenes(Maglia Bianca)
| Clasificación del mejor joven | Clasificación del mejor joven | Clasificación del mejor joven | Clasificación del mejor joven | Clasificación del mejor joven |
| Ciclista                      | Ciclista                      | Equipo                        | Tiempo                        |                               |
| ----------------------------- | ----------------------------- | ----------------------------- | ----------------------------- | ----------------------------- |
| 1.º                           | Tao Geoghegan Hart            | Ineos Grenadiers              | 85 h 40 min 21 s              |                               |
| 2.º                           | Jai Hindley                   | Team Sunweb                   | + 39 s                        |                               |
| 3.º                           | João Almeida                  | Deceuninck-Quick Step         | + 2 min 57 s                  |                               |
| 4.º                           | Sergio Samitier               | Movistar Team                 | + 35 min 29 s                 |                               |
| 5.º                           | James Knox                    | Deceuninck-Quick Step         | + 37 min 41 s                 |                               |
| 6.º                           | Brandon McNulty               | UAE Team Emirates             | + 38 min 10 s                 |                               |
| 7.º                           | Aurélien Paret-Peintre        | AG2R La Mondiale              | + 45 min 04 s                 |                               |
| 8.º                           | Ben O'Connor                  | NTT Pro Cycling               | + 1 h 02 min 57 s             |                               |
| 9.º                           | Sam Oomen                     | Team Sunweb                   | + 1 h 03 min 46 s             |                               |
| 10.º                          | Matteo Fabbro                 | Bora-Hansgrohe                | + 1 h 13 min 49 s             |                               |

### Clasificación por equipos"Súper team"
| Clasificación por equipos | Clasificación por equipos | Clasificación por equipos | Clasificación por equipos |
| Equipo                    | Equipo                    | Tiempo                    |                           |
| ------------------------- | ------------------------- | ------------------------- | ------------------------- |
| 1.º                       | Ineos Grenadiers          | 257 h 15 min 58 s         |                           |
| 2.º                       | Deceuninck-Quick Step     | + 22 min 32 s             |                           |
| 3.º                       | Team Sunweb               | + 28 min 50 s             |                           |
| 4.º                       | Bahrain McLaren           | + 32 min 50 s             |                           |
| 5.º                       | Bora-Hansgrohe            | + 1 h 12 min 34 s         |                           |
| 6.º                       | NTT Pro Cycling           | + 1 h 49 min 59 s         |                           |
| 7.º                       | AG2R La Mondiale          | + 2 h 04 min 38 s         |                           |
| 8.º                       | Movistar Team             | + 2 h 08 min 26 s         |                           |
| 9.º                       | Astana                    | + 2 h 29 min 44 s         |                           |
| 10.º                      | Trek-Segafredo            | + 2 h 42 min 36 s         |                           |

## Abandonos
Ninguno.